# Amnart Chalermchaowarit
Amnart Chalermchaowarit (en tailandés: อำนาจ เฉลิมชวลิต; Saraburi, Tailandia; 16 de julio de 1951) es un exfutbolista y entrenador de fútbol de Tailandia que jugaba en la posición de defensa.

## Carrera

### Club
| Periodo   | Club         |
| --------- | ------------ |
| 1971–1977 | Raj-Vithi FC |
| 1978      | Osotspa FC   |
| 1979–1986 | Thai Port FC |

### Selección nacional
Jugó para Tailandia de 1971 a 1985 con la que anotó tres goles en 45 partidos y participó en la Copa Asiática 1972.

### Entrenador
Dirigió en cuatro etapas al Army United FC entre 1996 y 2015, con el que alcanzó las semifinales de la Copa de Tailandia en tres ocasiones.

## Logros

### Jugador
- Queen's Cup (1): 1973
- FA Cup (2): 1974, 1975
- Copa Kor Royal (3): 1973, 1975, 1977
- Khǒr Royal Cup (1): 1972

### Entrenador
- Liga 2 de Tailandia (1): 2005